# Bundesverband privater Anbieter sozialer Dienste
Der Bundesverband privater Anbieter sozialer Dienste e. V. (bpa) ist eine Interessenvertretung privater Anbieter sozialer Dienstleistungen in Deutschland.

## Mandat
Gemäß Satzung verfolgt der Interessenverband nachfolgende Ziele:
Vertretung der Belange der privaten Alten- und Pflegeheime; der privaten ambulanten Dienste; der privaten Einrichtungen der Behinderten- sowie Kinder- und Jugendhilfe sowie der sonstigen privaten sozialen Dienste gegenüber Gesetzgebern, Behörden, Kassen und Verbänden sowie gegenüber politischen Parteien.

## Mitglieder
Im Verein sind nach eigenen Angaben mehr als 13.500 Einrichtungen der ambulanten und (teil)-stationären Pflege, der Behindertenhilfe und der Kinder- und Jugendhilfe in privater Trägerschaft organisiert. Der bpa vertritt damit mehr als jede dritte Pflegeeinrichtung bundesweit.
Die große Mehrheit der Mitglieder sind mittelständische Unternehmen, darunter viele Familienbetriebe. Typische bpa-Mitglieder sind z. B. Pflegedienste mit bis zu 10 Mitarbeitern und inhabergeführte stationäre Einrichtungen mit ca. 70 Plätzen.

## Geschichte
Der Bundesverband wurde 1964 in Hamburg gegründet. Sitz der Bundesgeschäftsstelle ist Berlin, es gibt eine Verwaltungsgeschäftsstelle in Bonn. Seit 1989 gehört der früher auch Bundesverband privater Alten- und Pflegeheime (BPA) genannte bpa als Gründungsmitglied der European Confederation of Care Home Organisations (E.C.H.O.) an, der Europäischen Vereinigung privater Einrichtungsträgerverbände mit Sitz in Brüssel, deren Vizepräsident seit 2010 bpa-Präsident Bernd Meurer ist. Zuvor hatte Meurer ab 2006 das Amt des E.C.H.O.-Präsidenten inne.
Im Frühjahr 2007 eröffnete der Bundesverband ein Büro in Brüssel.
Der bpa hat 2015 den bpa Arbeitgeberverband e. V. mitbegründet. Den Vorsitz übernahm der frühere Bundeswirtschaftsminister Rainer Brüderle.

## Verbandsstruktur
Der Verband ist in 16 Landesgruppen organisiert, deren Landesgeschäftsstellen sich in der Regel in der Landeshauptstadt befinden. An der Spitze des siebenköpfigen Präsidiums steht seit 1997 Bernd Meurer.
Neben der ehrenamtlichen Struktur, die auf Bundes- wie auf Landesebene besteht, gibt es eine hauptamtliche Struktur mit ungefähr 150 Mitarbeitern in 18 Geschäftsstellen, an deren Spitze der Hauptgeschäftsführer Norbert Grote, sowie die Geschäftsführer Sven Wolfgram (ambulanter Bereich) und Pascal Tschörtner (stationärer Bereich) stehen.
Die bisherigen Geschäftsführer Herbert Mauel und Bernd Tews sind in den Jahren 2021 und 2023 aus dem Verband ausgeschieden.

## Mitgliedschaften
Der bpa ist seinerseits Mitglied nachfolgender Organisationen und Gremien:
- Beirat der gematik[10]
- Bundesverband der Dienstleistungswirtschaft (BDWi),[11]
- Deutscher Verein für öffentliche und private Fürsorge (DV),[12]
- bpa Arbeitgeberverband,[2]
- Netzwerk europäische Bewegung Deutschland,[13]
- Bundesverband deutscher Mittelstand (BM) Wir Eigenunternehmer,[2]
- Institut der deutschen Wirtschaft Köln,[2]
- Vereinigung der Bayerischen Wirtschaft (vbw),[14]
- Unternehmerverbände Niedersachsen (UVN),[15]
- Vereinigung der Unternehmensverbände für Mecklenburg-Vorpommern (VU),[16]
- Vereinigung der hessischen Unternehmerverbände (VHU),[17]
- Wirtschaftsrat der CDU,[2]
- Bundesverband Managed Care (BMC),[18]
- Gesundheitsstadt Berlin,[19]
- Wirtschaftsforum der SPD,[2]
- Kuratorium Deutsche Altershilfe (KDA),
- European Confederation of Care Home Organisations (E.C.H.O.)[20]